# Élections législatives comoriennes de 1993
Les élections législatives comoriennes de 1993 ont lieu les 12 et 20 décembre 1993 afin de renouveler les membres de l'Assemblée fédérale des Comores à la suite de la dissolution anticipée de l'Assemblée le 18 juin 1993. .

## Résultats
| Parti                                             | Votes | % | Sièges | +/–    |
| ------------------------------------------------- | ----- | - | ------ | ------ |
| Rassemblement pour la démocratie et le renouveau  |       |   | 28     | Entrée |
| Union nationale pour la démocratie aux Comores    |       |   | 4      | Entrée |
| Front populaire comorien                          |       |   | 2      | 0      |
| Union Nationale pour la Démocratie aux Comores    |       |   | 2      | –3     |
| Union comorienne pour le progrès                  |       |   | 2      | Entrée |
| Parti comorien pour la démocratie et le progrès   |       |   | 1      | –2     |
| Rassemblement pour le changement et la démocratie |       |   | 1      | 0      |
| UWEZO                                             |       |   | 1      | 0      |
| Parti de la fraternité et de l'unité des îles     |       |   | 1      | –2     |
| Total                                             |       |   | 42     | 0      |